# Ton (ort)
Ton är en ort i Burkina Faso.   Den ligger i regionen Boucle du Mouhoun, i den centrala delen av landet, 150 km sydväst om huvudstaden Ouagadougou. Ton ligger 272 meter över havet och antalet invånare är 2 065.
Terrängen runt Ton är platt. Runt Ton är det ganska glesbefolkat, med 27 invånare per kvadratkilometer.. Närmaste större samhälle är Kabourou, 17,1 km söder om Ton.
Omgivningarna runt Ton är en mosaik av jordbruksmark och naturlig växtlighet.